# 1. deild islandzka w piłce nożnej (2007)
1. deild 2007 – 53. edycja 2 poziomu rozgrywek piłki nożnej na Islandii. 
Brało w niej udział 12 drużyn, które w okresie od 13 maja do 28 września 2007 rozegrały 22 kolejki meczów. Promocję uzyskały Grindavík, Þróttur Reykjavík i Fjölnir.

## Drużyny
| Uczestnicy poprzedniej edycji                                                                                 | Uczestnicy poprzedniej edycji | Uczestnicy poprzedniej edycji | Uczestnicy poprzedniej edycji |
| --- | ----------------------------- | ----------------------------- | ----------------------------- |
| FJÖ | Fjölnir                       | 3                             |                               |
| ÞRR | Þróttur Reykjavík             | 4                             |                               |
| STJ | Stjarnan                      | 5                             |                               |
| KA | KA Akureyri                   | 6                             |                               |
| VÍO | Víkingur Ólafsvík             | 7                             |                               |
| ÞÓR | Þór Akureyri                  | 8                             |                               |
| LEI | Leiknir                       | 9                             |                               |
| Spadek z Úrvalsdeild                                                                                          |                               |                               |                               |
| GRI | Grindavík                     | 9                             |                               |
| ÍBV | ÍB Vestmannaeyja              | 10                            |                               |
| Awans z 2. deild karla                                                                                        |                               |                               |                               |
| KFF | Fjarðabyggð                   | 1                             |                               |
| NJA | Njarðvík                      | 2                             |                               |
| REY | Reynir Sandgerði              | 3                             |                               |
| Oznaczenia: - kolumna pierwsza – skróty nazw drużyn, - kolumna trzecia – miejsce zajęte w poprzednim sezonie. |                               |                               |                               |

## Tabela
| Lp. | Drużyna               | M  | Z  | R | P  | B+ | B- | +/– | Pkt | Awans lub spadek         |
| --- | --------------------- | -- | -- | - | -- | -- | -- | --- | --- | ------------------------ |
| 1   | Grindavík (M, A)      | 22 | 15 | 2 | 5  | 47 | 21 | +26 | 47  | awans do Úrvalsdeild     |
| 2   | Þróttur Reykjavík (A) | 22 | 14 | 5 | 3  | 47 | 24 | +23 | 47  | awans do Úrvalsdeild     |
| 3   | Fjölnir (A)           | 22 | 14 | 3 | 5  | 61 | 29 | +32 | 45  | awans do Úrvalsdeild     |
| 4   | ÍBV                   | 22 | 13 | 5 | 4  | 42 | 23 | +19 | 44  |                          |
| 5   | Fjarðabyggð           | 22 | 11 | 4 | 7  | 23 | 17 | +6  | 37  |                          |
| 6   | Leiknir Reykjavík     | 22 | 6  | 7 | 9  | 22 | 27 | −5  | 25  |                          |
| 7   | Þór Akureyri          | 22 | 6  | 6 | 10 | 33 | 40 | −7  | 24  |                          |
| 8   | Njarðvík              | 22 | 5  | 8 | 9  | 25 | 32 | −7  | 23  |                          |
| 9   | Stjarnan              | 22 | 5  | 5 | 12 | 39 | 44 | −5  | 20  |                          |
| 10  | Víkingur Ólafsvík     | 22 | 5  | 5 | 12 | 22 | 33 | −11 | 20  |                          |
| 11  | KA                    | 22 | 5  | 4 | 13 | 14 | 45 | −31 | 19  |                          |
| 12  | Reynir Sandgerði (S)  | 22 | 3  | 7 | 12 | 22 | 62 | −40 | 16  | spadek do 2. deild karla |

## Wyniki
| Gospodarz \ Gość  | KFF | FJÖ | GRI | ÍBV | KA  | LER | NJA | REY | STJ | VÍO | ÞÓR | ÞRÓ |
| ----------------- | --- | --- | --- | --- | --- | --- | --- | --- | --- | --- | --- | --- |
| Fjarðabyggð       |     | 0–2 | 1–0 | 0–0 | 3–0 | 0–1 | 2–0 | 4–1 | 0–2 | 1–0 | 1–0 | 2–0 |
| Fjölnir           | 0–1 |     | 1–0 | 2–1 | 4–0 | 1–0 | 2–0 | 8–0 | 4–4 | 8–1 | 2–0 | 3–1 |
| Grindavík         | 0–0 | 5–2 |     | 3–1 | 1–2 | 2–0 | 3–2 | 6–0 | 2–1 | 3–0 | 3–0 | 2–1 |
| ÍBV               | 0–0 | 4–3 | 2–1 |     | 1–0 | 1–2 | 1–1 | 1–1 | 3–0 | 3–1 | 1–1 | 1–4 |
| KA                | 1–1 | 0–6 | 0–0 | 0–2 |     | 1–0 | 2–1 | 0–0 | 2–4 | 1–0 | 1–0 | 1–3 |
| Leiknir Reykjavík | 0–1 | 0–2 | 0–2 | 0–2 | 4–0 |     | 2–2 | 1–1 | 2–1 | 1–0 | 2–2 | 1–2 |
| Njarðvík          | 3–0 | 2–1 | 0–1 | 1–3 | 1–1 | 0–0 |     | 2–2 | 3–1 | 0–0 | 2–1 | 0–1 |
| Reynir Sandgerði  | 0–3 | 3–0 | 0–2 | 0–6 | 2–1 | 2–3 | 1–1 |     | 3–1 | 2–2 | 1–5 | 0–4 |
| Stjarnan          | 2–3 | 1–1 | 1–3 | 2–4 | 2–0 | 1–1 | 2–3 | 5–0 |     | 0–1 | 5–2 | 1–2 |
| Víkingur Ólafsvík | 3–0 | 0–2 | 2–3 | 0–1 | 6–0 | 1–1 | 0–0 | 2–0 | 0–0 |     | 2–1 | 0–2 |
| Þór Akureyri      | 1–0 | 3–3 | 2–4 | 0–2 | 2–1 | 1–1 | 2–1 | 1–1 | 4–2 | 2–1 |     | 1–2 |
| Þróttur Reykjavík | 1–0 | 3–4 | 3–1 | 1–2 | 2–0 | 2–0 | 4–0 | 4–2 | 1–1 | 2–0 | 2–2 |     |

## Najlepsi strzelcy
| Bramki | Strzelcy                | Drużyna           |
| ------ | ----------------------- | ----------------- |
| 18     | Hjörtur Hjartarson      | Þróttur Reykjavík |
| 14     | Atli Viðar Björnsson    | Fjölnir           |
| 12     | Gunnar Már Guðmundsson  | Fjölnir           |
| 12     | Guðjón Baldvinsson      | Stjarnan          |
| 11     | Hreinn Hringsson        | Þór Akureyri      |
| 10     | Jakob Spangsberg Jensen | Leiknir Reykjavík |
| 10     | Adolf Sveinsson         | Þróttur Reykjavík |
| 9      | Tómas Leifsson          | Fjölnir           |
| 9      | Paul McShane            | Grindavík         |
| 9      | Ian David Jeffs         | ÍBV               |
| 8      | Andri Steinn Birgisson  | Grindavík         |
| 8      | Scott McKenna Ramsey    | Grindavík         |
| 8      | Atli Heimisson          | ÍBV               |

Źródło: 